# Daisuke Oku
Daisuke Oku (jap. 奧 大介, Oku Daisuke; * 7. Februar 1976 in Amagasaki; † 17. Oktober 2014 in Miyakojima) war ein japanischer Fußballspieler. Er starb durch einen Autounfall.

## Nationalmannschaft
1998 debütierte Oku für die japanische Fußballnationalmannschaft. Oku bestritt 26 Länderspiele und erzielte dabei zwei Tore. Mit der japanischen Nationalmannschaft qualifizierte er sich für die Asienmeisterschaft 2000.

## Errungene Titel

### Mit der Nationalmannschaft
- Asienmeisterschaft: 2000

### Mit seinen Vereinen
- J. League: 1997, 1999, 2003, 2004
- J. League Cup: 1998

## Persönliche Auszeichnungen
- J. League Best Eleven: 1998, 2003, 2004